# Ерёмин, Вадим Юрьевич
Вади́м Ю́рьевич Ерёмин (род. 23 октября 1970, Смоленск, СССР) — советский и российский футболист, полузащитник.

## Карьера
Воспитанник СДЮСШОР-5 города Смоленск. 28 августа 1988 года провёл единственный матч в составе одесского «Черноморца» в Кубке Федерации футбола против московского «Спартака» (2:3). В 1990 году перешёл в воронежский «Факел». В 1991 году защищал цвета «Асмарала». В 1992 году подписал контракт со смоленской «Искрой». Завершил карьеру в 1995 году в клубе чемпионата Мальты «Пьета Хотспурс».

## Достижения
- Победитель зоны «Центр» Второй лиги: 1991

## Личная жизнь
Брат Владимир (род. 1965) — также профессиональный футболист.